# ハンディマン
ハンディマン（英語：Handyman、fixer, handyperson、 handyworker,）とは、家周りの修理などに対して幅広い技能を持つ人間である。英和辞書には、よろず屋、便利屋、雑役夫と訳される。
外装・内装修理、配管、電気配線などを行い料金を請求する作業員を大抵指すが、無給で作業したり、DIYを行う人間に対しても使用される。また、行う作業に由来して、会社や政府の大規模な再編を行う人間に対してもハンディマンと呼ばれる。

## 法的問題

### アメリカの場合
アメリカでは、自宅に対して行うDIYに関しては問題ないが、有償で行うハンディマンは、ニュージャージー州などの場所ではライセンスの所持、そして保険に入ることが業務を行う上での条件となっている。